# ジュデ・ブライアント
チャールズ・ジュデ・ブライアント（英語: Charles Gyude Bryant, 1949年1月17日 - 2014年4月16日）は、リベリアの実業家、政治家。国家暫定政府議長（暫定大統領に相当）、リベリア行動党議長などを歴任。リベリアにおけるイングランド国教会の中心的人物であった。

## 経歴
1984年にリベリア行動党創設に参加し、1992年から同党議長。チャールズ・テーラー大統領退陣に絡む2003年8月の和平合意で、中心的人物として暫定の元首格である国家暫定政府議長に選出され、10月に就任した。
2005年に行われた大統領選挙によってエレン・ジョンソン・サーリーフが当選したため、2006年1月に退任した。
2007年2月27日、ブライアントは横領の罪で起訴された。政権は100万米ドル以上を横領したとされた。
しかし2009年4月30日にブライアントは他の4人と共に、国営石油コンビナートから100万米ドルを横領した容疑に対して無罪を言い渡された。さらに2010年9月24日には、130万米ドルを国家から盗んだ容疑に関する別の訴追が政府が何の犯行の証拠も提供しなかったとして取り下げられた。
2014年4月16日にモンロビアのJohn F. Kennedy Medical Centerで亡くなった。